# 片倉康瑛
片倉 康瑛（かたくら やすあき、1998年8月9日 - ）は、ジャパンラグビーリーグワン東京サントリーサンゴリアスに所属するラグビー選手。

## プロフィール
- 神奈川県川崎市出身。
- ポジションはロック(LO)。
- 身長 189 cm、体重 99 kg
- ジュニア・ジャパンに選ばれたことがある[1]。

## 略歴
2017年、明大中野高校卒業後、明治大学に入る。
2021年、明治大学卒業後、サントリーサンゴリアス(現・東京サントリーサンゴリアス)に加入。
2023年1月22日に行われたJAPAN RUGBY LEAGUE ONE第5節花園近鉄ライナーズ戦にて途中出場でリーグワン公式戦初出場を果たした。